# Казаков Сергій В'ячеславович
Казаков Сергій В'ячеславович (рос. Казаков Сергей Вячеславович) — російський військовик, полковник, командир 291-ї артилерійської бригади Збройних сил Російської Федерації.

## Життєпис
Станом на кінець 2014 року Сергій Казаков був командиром 291-ї артилерійської бригади.